# Ломянки
Ломянки (пол. Łomianki)  —  город  в Польше, входит в Мазовецкое воеводство,  Западноваршавский повят.  Имеет статус городско-сельской гмины. Занимает площадь 8,4 км². Население — 20639 человек (на 2003 год).